# Torre Torroner
La Torre Torroner és una torre de guaita que forma part d'una casa forta situada al costat de la llera del riu Gorgos, al municipi de Xàbia (Marina Alta). Està declarada Bé d'Interès Cultural.
La torre va ser construïda entre els segles XVI i XVII. De planta rectangular, de 4 x 8 m, amb dues plantes unides per una escala de cargol. Es va construir adossada a un habitatge original, conferint-li la categoria de casa fortificada. A la façana sud hi ha unes mènsules que devien formar part del matacà que protegia la porta d'entrada. La torre està en molt mal estat de conservació, especialment després de la riuada del 2007 que la va danyar.